# Master Quality Authenticated
Master Quality Authenticated (MQA) är ett digitalt filformat för ljud (en ljudkodek) som använder komprimering med dataförlust och en form av fingeravtrycksmärkning av filerna. MQA marknadsförs som ett ljudformat med högupplöst ljud, intygat av artisten att ha studiokvalitet, och komprimerat för att kunna överföras effektivt i strömningstjänster. MQA lanserades 2014 av Meridian Audio och ägs nu och licensieras av MQA Ltd, som grundades av Bob Stuart, medgrundare av Meridian Audio. Formatet används framför allt av strömningstjänsten Tidal.  

## MQA är på obestånd och under "administration"
MQA är enligt pressreleaser på obestånd och under "administration" vilket innebär företagsrekonstruktion med skydd mot konkurs under viss tid. Brittisk "administration" motsvarar "Chapter 11 bankruptcy" i USA.  

## Kodek-beskrivning
24-bits ljudfiler komprimeras med speciella egna metoder som liknas vid att data viks in under annan data som papper viks under papper i japansk origami (papperskonst). Den relativt lilla energin i det högre frekvensområdet komprimeras till data som är inbäddade i de lägre frekvensbanden. Efter en serie av sådana manipulationer fås en version av originalet som en 16-bitars ljudfil. Beroende på implementeringen kan så få som 13 bitar reserveras för PCM-ljud, med bitar av lägre ordning återgivna som brus av utrustning utan en MQA-avkodare. 
MQA-kodat innehåll kan sändas via vilket förlustfritt filformat som helst, till exempel FLAC eller ALAC. Därför kan den spelas upp på system antingen med eller utan en MQA-avkodare. I det senare fallet har det resulterande ljudet identifierbart högfrekvent brus som upptar 3 LSB-bitar, vilket begränsar uppspelning på icke-MQA-enheter effektivt till 13 bitar. MQA hävdar att kvaliteten ändå är högre än "normal" 44/16 på grund av deras speciella processer, men förklarar inte i detalj hur de behandlar ljudsignalen.
Tillverkare av utrustning med MQA-dekoder betalar licensavgifter till MQA.